# اعتماد التكنولوجيا في الحياة

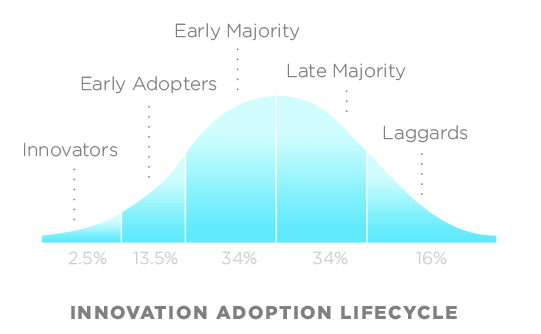
Rogers' توزيع احتمالي طبيعي

اعتماد التكنولوجيا في الحياة هي نموذج اجتماعي يصف تبني أو قبول منتج أو ابتكار جديد، وفقًا للخصائص الديموغرافية والنفسية لمجموعات متبنية محددة. عادة ما يتم توضيح عملية التبني بمرور الوقت على أنها التوزيع الطبيعي الكلاسيكي أو «منحنى الجرس». يشير النموذج إلى أن المجموعة الأولى من الأشخاص الذين يستخدمون منتجًا جديدًا تسمى «المبتكرون»، يليهم «المبتكرون الأوائل». بعد ذلك تأتي الأغلبية المبكرة والأغلبية المتأخرة، وتسمى المجموعة الأخيرة التي تتبنى منتجًا في النهاية «المتخلفون» أو «الرهابيون». على سبيل المثال، قد يستخدم الرهاب خدمة سحابية فقط عندما تكون هي الطريقة الوحيدة المتبقية لأداء مهمة مطلوبة، ولكن قد لا يمتلك الرهاب معرفة تقنية متعمقة حول كيفية استخدام الخدمة.
تم تحديد الملامح الديموغرافية والنفسية (أو «السيكوجرافية») لكل مجموعة تبني في الأصل من قبل لجنة علم الاجتماع الريفي الشمالية الوسطى (اللجنة الفرعية لدراسة انتشار الممارسات الزراعية) من قبل الباحثين الزراعيين Beal and Bohlen في عام 1957.
ولخص التقرير الفئات على النحو التالي:
- المبتكرون - كان لديهم مزارع أكبر، وكانوا أكثر تعليماً وازدهاراً وأكثر توجهاً نحو المخاطر
- المتبنون الأوائل - الأصغر سنًا والأكثر تعليماً وقيادات المجتمع وأقل ازدهارًا
- الأغلبية المبكرة - أكثر تحفظًا ولكنها منفتحة على الأفكار الجديدة، نشطة في المجتمع ولها تأثير على الجيران
- الغالبية المتأخرة - كبار السن وأقل تعليما ومحافظًا إلى حد ما وأقل نشاطًا اجتماعيًا
- المتخلفون - محافظون للغاية، لديهم مزارع صغيرة ورأس مال، أقدم وأقل تعليمًا

تم تكييف النموذج لاحقًا للعديد من مجالات اعتماد التكنولوجيا في أواخر القرن العشرين.

## .تكييفات النموذج
لقد انتج هذا النموذج مجموعة من التعديلات التي توسع المفهوم أو تطبيقة على مجالات محددة.
. يقترح جيفري مورتباينا في كتابه (عبورالفوضى   Crossing the Chasm)ان الابتكارات المتقطعة تؤدي الي اضطراب بناء على منحنى  اس هناك فجوة بين المجموعتين المتبادلتين الأولى المبتكرون والمتبنين الاوائل والاسواق الراسية.
 كما هو مستخدم اليوم من صنف كلايتون ام كراستن هذا الاضطرابات ليست من منحني اس.
في مجال التكنولوجيا التعليمية قدمت لندي نموذجا مشابها (استعارة بالقلم الرصاص 2)تصف اعتمادالتكنولوجيا المعلومات والاتصالات في التعليم اما في علم الاجتماع الطبي فقد، اقترح كارل ماي نظرية عملية التطبيع التي توضح كيف تصبح التقنيات جزءا لايتجزأمن التكنولوجيا الصحية وانواع أخرى.
يتحدث كلاً من: .فينغر، وايت وسميث في كتابهم (الموائل الرقمية)بان التكنولوجيا والحكام التقنيين هم اشخاص لديهم فهم واسع للتكنولوجيا والحاجة اليها في المجتمع.
في  عام (2009)  اقترح كلا من ريان واسترفيكيا ان اختيار قطاع السوق الأولي له أهمية حاسمة لعبور الهوة، لأن التبني في هذا الجزء يمكن أن يؤدي إلى سلسلة من التبني في الأجزاء الأخرى. في الوقت نفسه، احتوى الجزء الأول من السوق على نسبة كبيرة من الحالمين، ليكون صغيراً بما يكفي ليتم ملاحظته من داخل القطاع ومن الجزء الآخر، ويكون متصلاً بشكل كافٍ مع الأجزاء الأخرى. إذا كان هذا هو الحال، فإن تبني الشريحة الأولى سيتدرج تدريجياً في الأجزاء المجاورة، مما يؤدي إلى اعتماد السوق الشامل.4

## الامثلة
ان إحدى طرق وضع نموذج لتبني المنتج  هي تقبل منتج معين يعتمد على تاثير الافراد  بأقرانهم  ومدى اعتقادهم بانتشار سلوك معين في المجتمع. يحصل الأفراد على مكافأة غير صفرية لاعتماد نفس التكنولوجيا كأقرب الأصدقاء أو الزملاء. إذا قام كلاهما باعتماد المنتج A ، فقد يحصلان على مكافأة> 0 ؛ إذا قاموا بتبني المنتج B ، فإنهم يحصلون على b> 0. لكن إذا تبنى شخص A والآخر يتبنى B ، فسيحصل كلاهما على مكافأة قدرها 0.
يمكن تعيين حد لكل مستخدم لاعتماد المنتج. لنفترض أن العقدة v في الرسم البياني تحتوي على d المجاورة: عندئذ سيتبنى v المنتج A إذا كان جزء p لجيرانه أكبر من أو يساوي حدًا ما. على سبيل المثال، إذا كان عتبة v هي 2/3، واعتمد واحد فقط من جيرانه المنتج A ، فلن يتبنى v. A. باستخدام هذا النموذج، يمكننا تحديد نموذج الاعتماد على عينة شبكات 

## نبذة تاريخية
إن دورة حياة اعتماد التكنولوجيا هي نموذج اجتماعي امتداد لنموذج سابق يسمى عملية الانتشار، والذي تم عام 1957 بواسطة جو إم. بوهلين وجورج إم. بيل وأفيريت إم روجرز في ولاية (لاو) والذي تم نشره فقط لتطبيقه على الزراعة والاقتصاد المنزلي. [1] بناء على البحوث السابقة التي أجريت هناك من قبل نيل C. غروس وبرايس ريان. [6] [7] [8] كان هدفهم الأصلي هو اتباع  انماط المزارعين للشراء البذور المهجنة 
وقد طور بيل، روجرز وبوهلين معا نموذجًا يسمى عملية الانتشار [9] ، وفي وقت لاحق، عمم إفيريت روجرز استخدامه في كتابه الشهير 1962 انتشار الابتكارات [10] (الآن في طبعته الخامسة، يصف كيف تنتشر الأفكار والتقنيات الجديدة في الثقافات المختلفة. ومنذ ذلك الحين، استخدم آخرون النموذج لوصف كيفية انتشار الابتكارات بين الولايات في الولايات المتحدة. [11]
انظر أيضا
__________________________
نموذج الانتشار
Bass diffusion model
الانتشار (الأعمال)
Diffusion (business)
دورة الضجيج
Hype cycle
نموذج المستخدم الكسلان
Lazy user model
مطابقة الشخص والتكنولوجيا
Matching person and
technology mode
نموذج قبول التكنولوجيا
Technology acceptance model
دورة حياة اعتماد التكنوبوجيا
Technology lifecycle
قاعدة Varian
Varian Rule